# 博瓦尔叙尼奥尔
博瓦尔叙尼奥尔（法語：Beauvoir-sur-Niort，法語發音：[bovwaʁ syʁ njɔʁ]，意为“尼奥尔上方的博瓦尔”）是法国西部新阿基坦大區德塞夫勒省的一个市镇，属于尼奥尔区。

## 地名
与通常在法语地名中表示“在……河畔”之意的“sur”不同，该地名Beauvoir-sur-Niort中的“sur”意为“在……上方”，表示名为博瓦尔（Beauvoir）的该地与尼奥尔（Niort）的位置关系，并以“尼奥尔上方的博瓦尔”之名区分其他的“博瓦尔”，且事实上在该地附近也并无“尼奥尔河”存在，《世界地名翻译大辞典》中将其误译作“尼奥尔河畔博瓦尔”。

## 地理
博瓦尔叙尼奥尔（46°10'46"N, 0°28'26"W）面积23.48 平方千米，位于法国新阿基坦大区德塞夫勒省，该省份为法国西部内陆省份，北起曼恩-卢瓦尔省，西接旺代省，南至夏朗德省和滨海夏朗德省，东临维埃纳省。
与博瓦尔叙尼奥尔接壤的市镇（或旧市镇、城区）包括：拉富瓦蒙若、马里尼、维利耶昂布瓦、普莱讷达尔让松。

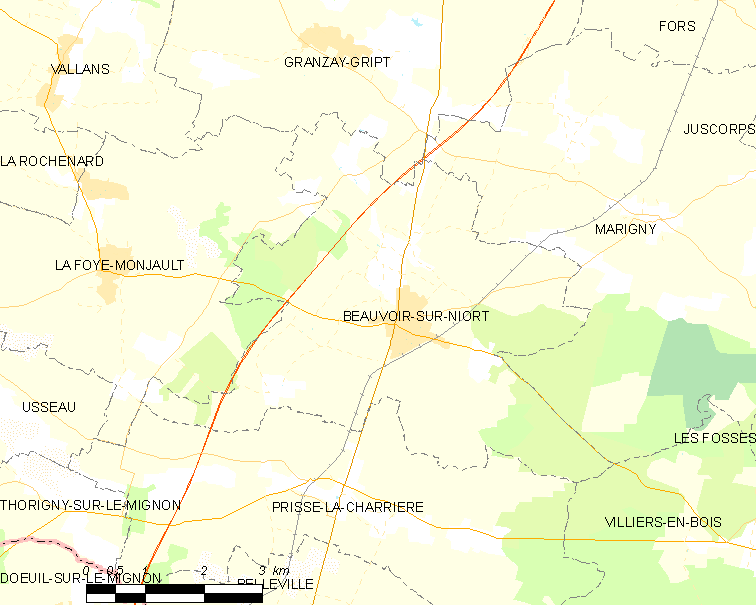
博瓦尔叙尼奥尔的OSM定位图

博瓦尔叙尼奥尔的时区为UTC+01:00、UTC+02:00（夏令时）。

## 行政
博瓦尔叙尼奥尔的邮政编码为79360，INSEE市镇编码为79031。

## 政治
博瓦尔叙尼奥尔所属的省级选区为米尼翁-布托讷县。

## 人口

1962-2008年间博瓦尔叙尼奥尔人口变化图示

博瓦尔叙尼奥尔于2022年1月1日时的人口数量为1772人。